# Solieria multiciliata
Solieria multiciliata là một loài ruồi trong họ Tachinidae.